# حي فوه القديمة (المكلا)
حي فوه القديمة هو أحد أحياء مدينة المكلا في محافظة حضرموت اليمنية. يبلغ تعداد سكانه 9152 نسمة حسب التعداد السكاني في اليمن لعام 2004.